# Vodcast

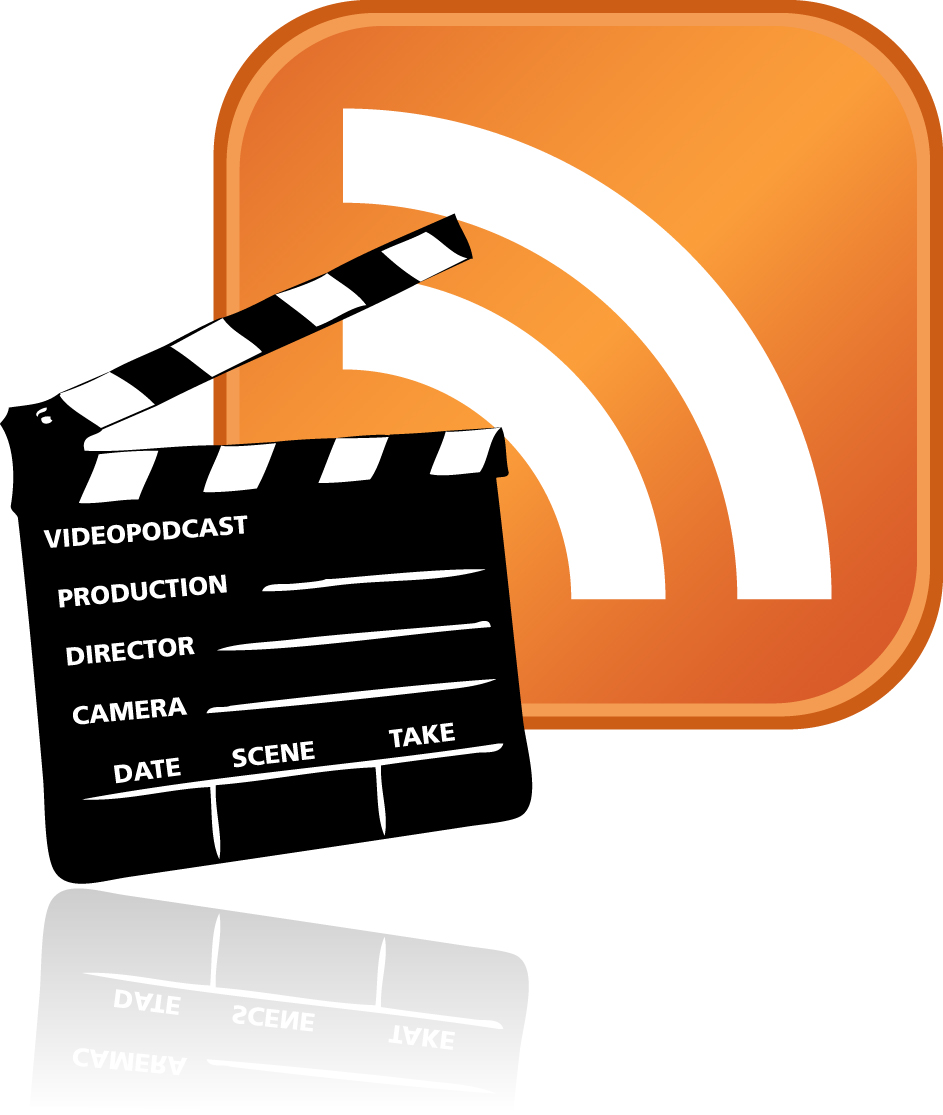
Video Podcast Icon #1

Vodcast (abreviado de Video podcast) ou videocast é um método de distribuição de vídeos pela Internet ou por uma rede de computadores que utiliza as ferramentas desenvolvidas no podcast para criar uma lista de vídeos em forma de streaming e que se atualiza automaticamente, conforme novos vídeos são inseridos em uma página da internet. O método foi desenvolvido por uma empresa holandesa chamada Jet-Stream, ao perceber que o podcast também poderia indicar a direção de arquivos chamados reference movies, que servem para redirecionar o espectador para um streaming de vídeo. Vodcast é derivado da união dos termos video on demand (vídeo sob demanda) e podcast.
Vodcast também é sinônimo de podcast de vídeo, não importando se em streaming ou não.